# Оджахурі
Оджаху́рі (груз. ოჯახური) — грузинська національна страва з смаженого м'яса та картоплі. 
Готується з різних видів м'яса (свинина, яловичина, рідше курятина), картоплі із застосуванням спецій. Традиційно подається на кеці.
Назва «оджахурі» грузинською означає «родинна», адже ця страва зазвичай готується для всієї сім'ї.
Страва є розповсюдженою в Грузії, тому присутня в меню багатьох ресторанів, включаючи заклади швидкого перекусу, зокрема і в туристичних центрах.